# In Dalag
In Dalag (também escrito I-n-Daladj) é uma vila na comuna de Tamanrasset, no distrito de Tamanrasset, província de Tamanghasset, Argélia. Se encontra na margem oeste do Oued i-n-Daladj nas montanhas de Hoggar, a 48 quilômetros (30 milhas) ao leste da cidade de Tamanrasset.